# Kushalnagar
Kushalnagar là một thị trấn thống kê (census town) của quận Kodagu thuộc bang Karnataka, Ấn Độ.

## Địa lý
Kushalnagar có vị trí 12°28′B 75°58′Đ / 12,47°B 75,97°Đ Nó có độ cao trung bình là 831 mét (2726 feet).

## Nhân khẩu
Theo điều tra dân số năm 2001 của Ấn Độ, Kushalnagar có dân số 13.262 người. Phái nam chiếm 53% tổng số dân và phái nữ chiếm 47%. Kushalnagar có tỷ lệ 78% biết đọc biết viết, cao hơn tỷ lệ trung bình toàn quốc là 59,5%: tỷ lệ cho phái nam là 82%, và tỷ lệ cho phái nữ là 73%. Tại Kushalnagar, 12% dân số nhỏ hơn 6 tuổi.